# 66a Mostra Internacional de Cinema de Venècia
La 66a Mostra Internacional de Cinema de Venècia va tenir lloc del 2 al 12 de setembre de 2009, amb Maria Grazia Cucinotta com a mestressa de cerimònies. El festival va obrir amb la pel·lícula Baaria de Giuseppe Tornatore i va tancar amb Chengdu, Wo Ai Ni de Fruit Chan i Cui Jian. El jurat internacional, presidit per Ang Lee, va atorgar el Lleó d'Or a Lebanon de Samuel Maoz.

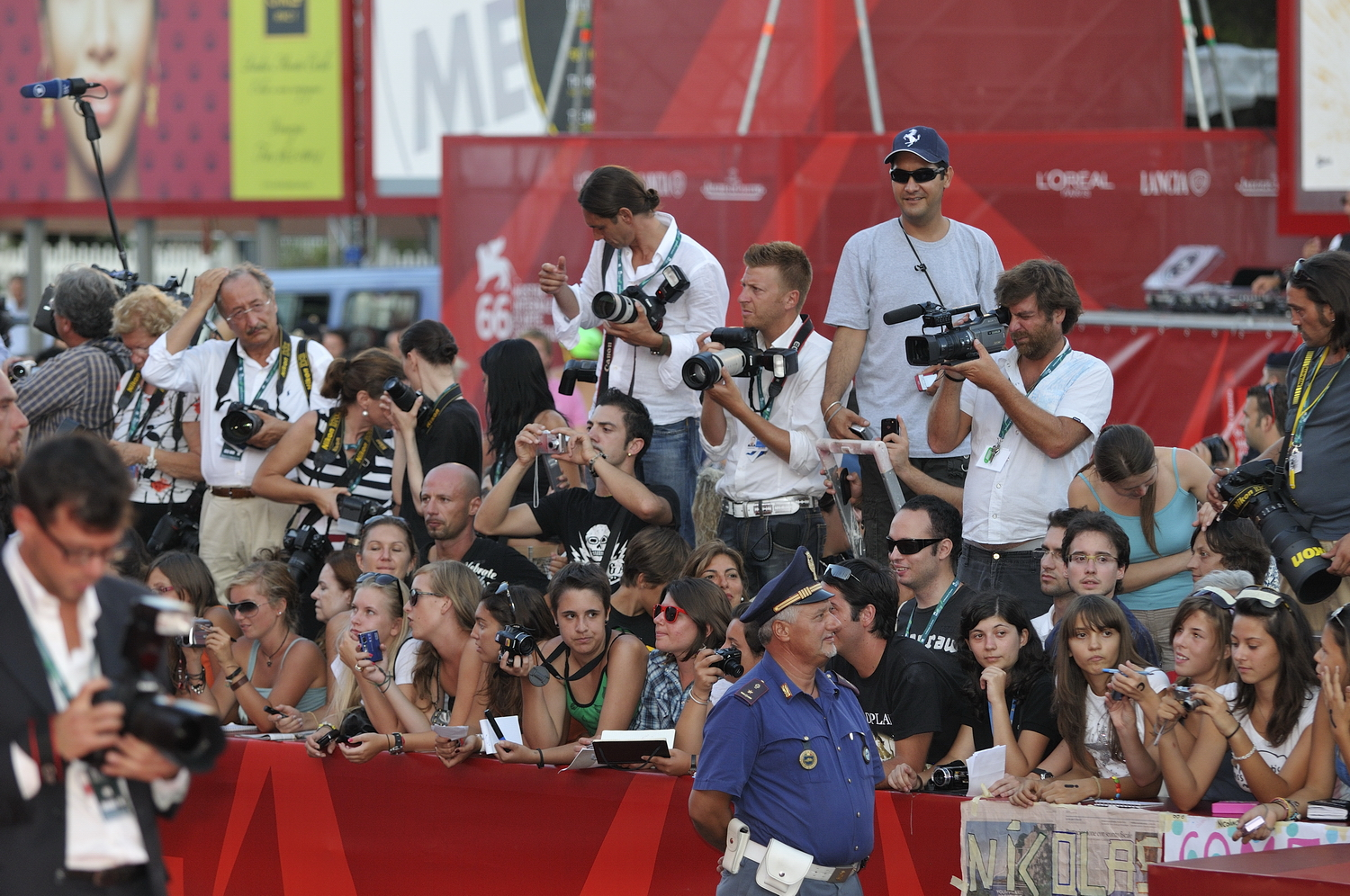
66a Mostra Internacional de Cinema de Venècia

## Jurats
El jurat de la Mostra de 2009 va estar format per:
Competició principal (Venezia 66)
- Ang Lee, director, guionista i productor taiwanès (President)
- Sergei Bodrov, director, guionista i productor rus
- Sandrine Bonnaire, directora, guionista i actriu francesa
- Liliana Cavani, directora i guionista italiana
- Joe Dante, director, guionista, editor i actor estatunidenc
- Anurag Kashyap, director, guionista, productor i actor hindi
- Luciano Ligabue, director, escriptor i cantant italià

Horitzons (Orizzonti)
- Pere Portabella, Polític, director i productor català (President)
- Bady Minck, cineasta i artista luxemburguès
- Gina Kim, cineasta i acadèmica sud-coreana
- Garin Nugroho, director indonesi
- Gianfranco Rosi, director, fotògraf, productor i guionista italià

Opera Prima (Premi "Luigi de Laurentiis" a la pel·lícula de debut)
- Haile Gerima, cineasta etíop (President)
- Ramin Bahrani, director i guionista estatunidenc
- Gianni Di Gregorio, director, guionista i actor italià
- Antoine Fuqua, director i productor estatunidenc
- Sam Taylor-Wood, cineasta i fotògraf anglès

Corto-Cortissimo (Competició de cuertmetratges)
- Stuart Gordon cineasta, director de teatre, i guionista estatunidenc (President)
- Steve Ricci, cineasta, guionista i editor italià
- Sitora Alieva, directora artística russa del Festival Internacional de Cinema Kinotav

Controcampo Italiano
- Carlo Lizzani, director, guionista i crític italià (President)
- Giulio Questi, director i guionista italià
- Marina Sanna, editora en cap de revista de cinema italiana

## Selecció oficial

### En competició
La secció competitiva de la selecció oficial és un concurs internacional de llargmetratges en format 35mm i HD digital, que es presenten per al Lleó d'Or.
| Títol original                           | Director(s)          | País de producció                                  |
| ---------------------------------------- | -------------------- | -------------------------------------------------- |
| Yi ngoi                                  | Cheang Pou-Soi       | Hong Kong                                          |
| 36 vues du pic Saint-Loup                | Jacques Rivette      | França, Itàlia                                     |
| Baarìa                                   | Giuseppe Tornatore   | Itàlia, França                                     |
| Bad Lieutenant: Port of Call New Orleans | Werner Herzog        | Estats Units                                       |
| Ahasin Wetei                             | Vimukthi Jayasundara | Sri Lanka                                          |
| Il grande sogno                          | Michele Placido      | Itàlia, França                                     |
| Capitalism: A Love Story                 | Michael Moore        | Estats Units                                       |
| La doppia ora                            | Giuseppe Capotondi   | Itàlia                                             |
| Lola                                     | Brillante Mendoza    | França, Filipines                                  |
| Lebanon                                  | Samuel Maoz          | Israel, França, Alemanya, Regne Unit               |
| Life During Wartime                      | Todd Solondz         | Estats Units                                       |
| Lourdes                                  | Jessica Hausner      | Àustria                                            |
| Mr Nobody                                | Jaco van Dormael     | Bèlgica, Canadà, França, Alemanya                  |
| My Son, My Son, What Have Ye Done        | Werner Herzog        | Estats Units                                       |
| Persécution                              | Patrice Chéreau      | França                                             |
| Lei wangzi                               | Yonfan               | Taiwan                                             |
| The Road                                 | John Hillcoat        | Estats Units                                       |
| A Single Man                             | Tom Ford             | Estats Units                                       |
| Soul Kitchen                             | Fatih Akın           | Alemanya, Turquia                                  |
| Survival of the Dead                     | George A. Romero     | Estats Units                                       |
| Tetsuo: The Bullet Man                   | Shinya Tsukamoto     | Japó                                               |
| Al-Musafir                               | Ahmad Maher          | Egipte, Itàlia                                     |
| White Material                           | Claire Denis         | França, Camerun                                    |
| Lo spazio bianco                         | Francesca Comencini  | Itàlia                                             |
| Zanan-e bedun-e mardan                   | Shirin Neshat        | Alemanya, Àustria, França, Itàlia, Ucraïna, Marroc |

Títol il·luminat indica guanyador del Lleó d'Or

### Fora de competició
Les següents pel·lícules foren exhibides "fora de competició":
| Títol original                                | Director(s)                  | País de producció     |
| --------------------------------------------- | ---------------------------- | --------------------- |
| Brooklyn's Finest                             | Antoine Fuqua                | Estats Units          |
| Chengdu, wo ai ni                             | Fruit Chan & Cui Jian        | R.P. de la Xina       |
| Delhi-6                                       | Rakeysh Omprakash Mehra      | Índia                 |
| Dev.D                                         | Anurag Kashyap               | Índia                 |
| Great Directors (documental)                  | Angela Ismailos              | Estats Units          |
| Ruzhaye Sabz                                  | Hana Makhmalbaf              | Iran                  |
| Gulaal (गुलाल)                                  | Anurag Kashyap               | Índia                 |
| The Hole (3D)                                 | Joe Dante                    | Estats Units          |
| The Informant!                                | Steven Soderbergh            | Estats Units          |
| The Men Who Stare at Goats                    | Grant Heslov                 | Estats Units          |
| Napoli, Napoli, Napoli (documental)           | Abel Ferrara                 | Itàlia                |
| L'oro di Cuba (documental)                    | Giuliano Montaldo            | Itàlia                |
| Rambo (Director's Cut)                        | Sylvester Stallone           | Estats Units          |
| REC 2                                         | Jaume Balagueró & Paco Plaza | Espanya               |
| Le ombre rosse                                | Francesco Maselli            | Itàlia                |
| Prove per una tragedia siciliana (documental) | Roman Paska & John Turturro  | Itàlia                |
| Ehki ya shahrazade                            | Yousry Nasrallah             | Egipte                |
| South of the Border                           | Oliver Stone                 | Estats Units          |
| Valhalla Rising                               | Nicolas Winding Refn         | Dinamarca, Regne Unit |
| Yonayona pengin                               | Rintaro                      | Japó, França          |

### Competició de curtmetratges
Les següents pel·lícules foren seleccionades per a la competició de curtmetratges (Corto Cortissimo):
| En competició           | En competició      | En competició            | En competició |
| Títol original          | Director(s)        | País de producció        |               |
| ----------------------- | ------------------ | ------------------------ | ------------- |
| Felicità                | Salome Aleksi      | Geòrgia                  |               |
| Kinematograf            | Tomek Baginski     | Polònia                  |               |
| So Che C'è Un Uomo      | Gianclaudio Cappai | Itàlia                   |               |
| To je zemljia, brat moj | Jan Cvitkovič      | Eslovènia, Itàlia        |               |
| ' Alle Fugler           | Sara Eliassen      | Noruega                  |               |
| O Teu Sorriso           | Pedro Freire       | Brasil                   |               |
| Il Gioco                | Adriano Giannini   | Itàlia                   |               |
| Object #1               | Murad Ibragimbekov | Rússia                   |               |
| Girllikeme              | Rowland Jobson     | Regne Unit               |               |
| Eersgeborene            | Etienne Kallos     | Sud-àfrica, Estats Units |               |
| Umma-E Huga             | Kwang-Bok Kim      | Corea del Sud            |               |
| Storage                 | David Lea          | Regne Unit               |               |
| Nuvole, Mani            | Simone Massi       | França                   |               |
| Sinner                  | Meni Philip        | Israel                   |               |
| Family Jewels           | Martin Stitt       | Estats Units, Regne Unit |               |
| Er Ren                  | Shijie Tan         | Singapur                 |               |
| Jitensha                | Dean Yamada        | Japó, Estats Units       |               |
| Kingyo                  | Edmund Yeo         | Japó, Malàisia           |               |

| Fora de competició | Fora de competició | Fora de competició                       | Fora de competició |
| Moment             | Títol              | Director(s)                              | País               |
| ------------------ | ------------------ | ---------------------------------------- | ------------------ |
| Apertura           | Plastic Bag        | Ramin Bahrani                            | Estats Units       |
| Clausura           | The It.Aliens      | Clemens Klopfenstein, Lukas Klopfenstein | Itàlia, Suïssa     |

| Esdeveniments especials | Esdeveniments especials                 | Esdeveniments especials | Esdeveniments especials |
| Títol original          | Director(s)                             | País de producció       |                         |
| ----------------------- | --------------------------------------- | ----------------------- | ----------------------- |
| Recordare               | Leonardo Carrano, Alessandro Pierattini | Itàlia                  |                         |
| La città nel cielo      | Giacomo Cimini                          | Regne Unit, Itàlia      |                         |
| La seconda famiglia     | Alberto Dall'Ara                        | Itàlia                  |                         |
| Earth                   | Tzu Nyen Ho                             | Singapur                |                         |
| Radio                   | Riccardo Pugliese                       | Estats Units, Itàlia    |                         |
| Uerra                   | Paolo Sassanelli                        | Itàlia                  |                         |
| A la lune montante      | Annarita Zambrano                       | França                  |                         |

Títol il·luminat indica el guanyador al Lleó al Millor Curtmetratge.

### Horitzons
Les següents pel·lícules foren seleccionades per la secció Horitzons (Orizzonti):
| Títol original                            | Director(s)                                                                           | País                    |
| ----------------------------------------- | ------------------------------------------------------------------------------------- | ----------------------- |
| 1428 (documental)                         | Haibin Du                                                                             | R.P. de la Xina         |
| Choi voi                                  | Bui Thac Chuyen                                                                       | Vietnam                 |
| Tris di donne & abiti nuziali             | Vincenzo Terracciano                                                                  | Itàlia                  |
| Dowaha                                    | Raja Amari                                                                            | Tunísia                 |
| Engkwentro                                | Pepe Diokno                                                                           | Filipines               |
| Il colore delle parole (documental)       | Marco Simon Puccioni                                                                  | Itàlia                  |
| Dou niu                                   | Guan Hu                                                                               | R.P. de la Xina         |
| Korotkoe zamykanie                        | Petr Buslov, Alexei German Jr., Boris Khlebnikov, Kirill Serebrennikov, Ivan Vrypayev | Rússia                  |
| Francesca (pel·lícula d'apertura)         | Bobby Paunescu                                                                        | Romania                 |
| Io sono l'amore                           | Luca Guadagnino                                                                       | Itàlia                  |
| Viajo porque preciso, volto porque te amo | Marcelo Gomes, Karim Aïnouz                                                           | Brasil                  |
| Touxi                                     | Jie Liu                                                                               | R.P. de la Xina         |
| Aadmi ki Aurat Aur Anya Kahaniya          | Amit Dutta                                                                            | Índia                   |
| The Movie Orgy - Ultimate Version         | Joe Dante                                                                             | Estats Units            |
| Women ceng jing de wuchanzhe (documental) | Xiaolu Guo                                                                            | R.P. de la Xina         |
| The One All Alone (documental)            | Frank Scheffer                                                                        | Països Baixos           |
| Wahed-Sefr                                | Kamla Abou Zekry                                                                      | Egipte                  |
| Paraiso                                   | Héctor Gálvez                                                                         | Perú                    |
| Pepperminta                               | Pipilotti Rist                                                                        | Suïssa                  |
| Repo Chick                                | Alex Cox                                                                              | Estats Units            |
| Insolação                                 | Felipe Hirsch, Daniela Thomas                                                         | Brasil                  |
| Zarte Parasiten                           | Christian Becker, Oliver Schwabe                                                      | Alemanya                |
| Totò (documental)                         | Peter Schreiner                                                                       | Àustria                 |
| Villalobos (documental)                   | Romuald Karmakar                                                                      | Alemanya                |
| Woman on Fire Looks for Water             | Woo Ming Jin                                                                          | Malàisia, Corea del Sud |

| Esdeveniments Horitzons                               | Esdeveniments Horitzons       | Esdeveniments Horitzons     |
| Títol original                                        | Director(s)                   | País de producció           |
| ----------------------------------------------------- | ----------------------------- | --------------------------- |
| Armando Testa - Povero ma moderno (documental)        | Pappi Corsicato               | Itàlia                      |
| The Marriage (documental, curt)                       | Peter Greenaway               | Itàlia, Espanya             |
| Citaem Blokadnuju Knigu (documental)                  | Alexander Sokurov             | Rússia                      |
| The Death of Pentheus (curt)                          | Philip Haas                   | Estats Units                |
| La Bohème (curt)                                      | Werner Herzog                 | Regne Unit                  |
| Seo-wool eui ul-gul (documental)                      | Gina Kim                      | Estats Units, Corea del Sud |
| Hugo en Afrique (documental)                          | Stefano Knuchel               | Suïssa                      |
| Via della croce (documental)                          | Serena Nono                   | Itàlia                      |
| Mudanza (curt)                                        | Pere Portabella               | Espanya                     |
| Deserto rosa. Luigi Ghirri (documental)               | Elisabetta Sgarbi             | Itàlia                      |
| La danse - Le ballet de l'Opéra de Paris (documental) | Frederick Wiseman             | Estats Units                |
| Cock-Crow (55 min)                                    | David Zamagni, Nadia Ranocchi | Itàlia                      |
| Daimon (49 min)                                       | David Zamagni, Nadia Ranocchi | Itàlia                      |

Títol il·luminat indica el guanyador del Lleó del Futur

### Lleó d'Or al treball de tota una vida
Com a part del Lleó d'Or al treball de tota una vida 2009 , que es va conferir a John Lasseter i als directors de Disney-Pixar, es van presentar les següents pel·lícules d'animació estatunidenques:
- The Incredibles de Brad Bird
- Up (pel·lícula del 2009) de Pete Docter i Bob Peterson (screenplay)
- Toy Story 3-D deJohn Lasseter
- Toy Story 2 3-D de John Lasseter, Lee Unkrich, Ash Brannon
- Finding Nemo d'Andrew Stanton i Lee Unkrich

### Cortocampo Italiano
En aquesta secció es van projectar les següents pel·lícules, que representen "noves tendències del cinema italià":
| Títol                | Director(s)                              | Tipus de pel·lícula  |
| -------------------- | ---------------------------------------- | -------------------- |
| Cosmonauta           | Susanna Nicchiarelli                     | Coming-of-age        |
| Il Compleanno        | Marco Filiberti                          | Drama                |
| Giuseppe De Santis   | Carlo Lizzani                            | Documental, telefilm |
| Hollywood sul Tevere | Marco Spagnoli                           | Documental           |
| Negli occhi          | Francesco Del Grosso, Daniele Anzellotti | Documental           |
| Il Piccolo           | Maurizio Zaccaro                         | Documental           |
| Poeti                | Toni D'Angelo                            | Documental           |
| Sputnik 5            | Susanna Nicchiarelli                     | Curt d'animació      |
| Dieci Inverni        | Valerio Mieli                            | Romanç               |

### Aquells fantasmes 2
Per a aquesta secció retrospectiva del cinema italià, es van projectar 39 llargmetratges i 26 curtmetratges, incloent documentals. Les pel·lícules van sorgir principalment del període 1946-1971, amb només algunes pel·lícules que es remunten a la dècada de 1930 i arriben fins al 2009.
Aquesta és una llista de les pel·lícules de ficció exhibides:
| Títol original                           | Director(s)                                  | Any d'estrena |
| ---------------------------------------- | -------------------------------------------- | ------------- |
| Accidenti alla guerra!...                | Giorgio Simonelli                            | 1948          |
| L'uomo dei cinque palloni                | Marco Ferreri                                | 1965          |
| Carmen di Trastevere                     | Carmine Gallone                              | 1963          |
| Morte di un amico                        | Franco Rossi                                 | 1959          |
| I sogni muoiono all'alba                 | Indro Montanelli, Enrico Gras, Mario Craveri | 1961          |
| Anni facili                              | Luigi Zampa                                  | 1953          |
| Un eroe del nostro tempo                 | Sergio Capogna                               | 1960          |
| La Fiamma che non si spegne              | Vittorio Cottafavi                           | 1949          |
| Galileo                                  | Liliana Cavani                               | 1969          |
| La ragazza in vetrina                    | Luciano Emmer                                | 1961          |
| La grande guerra                         | Mario Monicelli                              | 1959          |
| Casa Ricordi                             | Carmine Gallone                              | 1954          |
| Temporale Rosy                           | Mario Monicelli                              | 1979          |
| Gli Invisibili                           | Pasquale Squitieri                           | 1988          |
| Uccidete il vitello grasso e arrostitelo | Salvatore Samperi                            | 1970          |
| Un amore a Roma                          | Dino Risi                                    | 1960          |
| La viaccia                               | Mauro Bolognini                              | 1961          |
| Margherita fra i tre                     | Ivo Perilli                                  | 1942          |
| Le ore nude                              | Marco Vicario                                | 1964          |
| Nerosubianco                             | Tinto Brass                                  | 1968          |
| Noi cannibali                            | Antonio Leonviola                            | 1953          |
| Uno tra la folla                         | Ennio Cerlesi, Piero Tellini                 | 1946          |
| Cenerentola e il Signor Bonaventura      | Sergio Tofano                                | 1941          |
| Un tranquillo posto di campagna          | Elio Petri                                   | 1969          |
| La Rimpatriata                           | Damiano Damiani                              | 1963          |
| La nave delle donne maledette            | Raffaello Matarazzo                          | 1954          |
| Storie sulla sabbia                      | Riccardo Fellini                             | 1963          |
| La mano dello straniero                  | Mario Soldati                                | 1954          |
| Il tramontana                            | Adriano Barbano                              | 1965          |
| Tre nel mille                            | Franco Indovina                              | 1971          |
| I girovaghi                              | Hugo Fregonese                               | 1956          |
| Donne senza nome                         | Géza von Radványi                            | 1950          |

## Seccions autònomes

### Setmana de la Crítica del Festival de Cinema de Venècia
Les següents pel·lícules foren exhibides com en competició per la 24a Setmana de la Crítica:
| En competició       | En competició     | En competició                | En competició |
| Títol               | Director(s)       | País de producció            |               |
| ------------------- | ----------------- | ---------------------------- | ------------- |
| Ka-pe-neu-wa-reu    | Jung Sung-il      | Corea del Sud                |               |
| Det enda rationella | Jörgen Bergmark   | Suècia                       |               |
| Domaine             | Patric Chiha      | França, Àustria              |               |
| Kakraki             | Ilya Demichev     | Rússia                       |               |
| Lištičky            | Mira Fornay       | Txèquia, Eslovàquia, Irlanda |               |
| Téhéran             | Nader T. Homayoun | França, Iran                 |               |

| Esdevenimentes especials – Fora de competició | Esdevenimentes especials – Fora de competició | Esdevenimentes especials – Fora de competició | Esdevenimentes especials – Fora de competició |
| Esdeveniment                                  | Títol                                         | Director(s)                                   | País de producció                             |
| --------------------------------------------- | --------------------------------------------- | --------------------------------------------- | --------------------------------------------- |
| Apertura                                      | Metropia                                      | Tarik Saleh                                   | Suècia                                        |
| Clausura                                      | The Pothole (Chaleh)                          | Ali Karim                                     | Iran                                          |
| Altres *                                      | Videocracy                                    | Erik Gandini                                  | Suècia                                        |

*  Esdeveniment especial en col·laboració amb els Dies Venecians

### Dies de Venècia
Les següents pel·lícules foren seleccionades per la 6a edició de la secció autònoma Dies de Venècia (Giornate Degli Autori):
| En competició                            | En competició                  | En competició                         | En competició |
| Títol                                    | Director(s)                    | País de producció                     |               |
| ---------------------------------------- | ------------------------------ | ------------------------------------- | ------------- |
| Apan                                     | Jesper Ganslandt               | Suècia                                |               |
| Barking Water                            | Sterlin Harjo                  | Estats Units                          |               |
| Celda 211                                | Daniel Monzón                  | Espanya, França                       |               |
| De laatste Dagen van Emma Blank          | Alex van Warmerdam             | Països Baixos                         |               |
| Desert Flower                            | Sherry Hormann                 | Regne Unit, Alemanya, Àustria, França |               |
| Di me cosa ne sai(documental)            | Valerio Jalongo                | Itàlia                                |               |
| Francia                                  | Israel Adrián Caetano          | Argentina                             |               |
| Gordos                                   | Daniel Sánchez Arévalo         | Espanya                               |               |
| Harragas                                 | Merzak Allouache               | Algèria, França                       |               |
| Honeymoons                               | Goran Paskaljevic              | Sèrbia, Albània                       |               |
| Je suis heureux que ma mere soit vivante | Claude Miller, Nathan Miller   | França                                |               |
| L'amore e basta                          | Stefano Consiglio              | Itàlia                                |               |
| La horde                                 | Yannick Dahan, Benjamin Rocher | França                                |               |
| La sangre y la lluvia                    | Jorge Navas                    | Colòmbia, Argentina                   |               |
| Mille giorni di Vito (curt)              | Elisabetta Pandimiglio         | Itàlia                                |               |
| Poesia che mi guardi (documental)        | Marina Spada                   | Itàlia                                |               |
| Qu'un seul tienne et les autres suivront | Léa Fehner                     | França                                |               |

| Fora de competició                             | Fora de competició                 | Fora de competició           | Fora de competició |
| Ocasió                                         | Títol                              | Director(s)                  | País               |
| ---------------------------------------------- | ---------------------------------- | ---------------------------- | ------------------ |
| Pel·lícules sobre la realitat                  | Ragazze la vita trema (documental) | Paola Sangiovanni            | Itàlia             |
| Esdeveniment especial w/ Setmana de la Crítica | Videocracy                         | Erik Gandini                 | Suècia             |
| Esdeveniment especial 100 + 1                  | I magliari (1959)                  | Francesco Rosi               | Itàlia, França     |
| Esdeveniment especial 100 + 1                  | Vittorio D. (documental)           | Mario Canale, Annarosa Morri | Itàlia             |
| Tribut a Signe Baumane                         | Teat Beat of Sex (1 min. animació) | Signe Baumane                | Estats Units       |

## Premis

### Selecció oficial
Els premis concedits en la 66a edició foren:
En competició (Venezia 66)
- Lleó d'Or: Lebanon de Samuel Maoz
- Lleó d'Argent al millor director: Shirin Neshat per Zanan-e bedun-e mardan
- Premi Especial del Jurat: Soul Kitchen de Fatih Akın
- Copa Volpi al millor actor: Colin Firth, per A Single Man
- Copa Volpi a la millor actriu: Kseniya Rappoport, per The Double Hour
- Premi Marcello Mastroianni, al millor actor o actriu emergent: Jasmine Trinca per The Big Dream
- Osella a la Contribució tècnica destacada: Sylvie Olivé per Mr. Nobody
- Osella al millor guió: Todd Solondz per Life During Wartime

Premis Horitzons (Premi Orizzonti)
- Millor pel·lícula: Engkwentro de Pepe Diokno
- Millor documental: 1428 de Haibin Du

Menció especial: The Man's Woman and Other Stories d'Amit Dutta
Lleó del Futur
- Premi Luigi De Laurentiis per a pel·lícula de debut: Engkwentro de Pepe Diokno (Horitzons)

Premis curtmetratge (Corto Cortissimo Lion)
- Millor curtmetratge: Eersgeborene d'Etienne Kallos
- Nominació Venècia als Premis de Cinema Europeus 2009: Sinner de Meni Philip

Menció especial: Felicità de Salomé Aleksi
Controcampo Italiano
- Millor pel·lícula: Cosmonauta de Susanna Nicchiarelli

Menció especial: Negli occhi de Francesco Del Grosso, Daniele Anzellotti
Premis especials
- Lleó Especial pel seu treball: John Lasseter i els Directors of Disney-Pixar
- Premi Jaeger-Le Coultre Glory al director: Sylvester Stallone
- Premi Persol 3-Da la millor pel·lícula estereoscòpica: The Hole de Joe Dante (fora de competició)

### Seccions autònomes
Els següents premis oficials i col·laterals foren concedits a pel·lícules de les seccions autònomes:
Setmana dels Crítics de Cinema Internacional de Venècia
- Premi "Regió del Vènet per qualitat de cinema": Tehroun de Takmil Homayoun Nader
- Premi Future Film Festival Digital: Metropia de Tarik Saleh i Menció especial per Up de Pete Docter

Dies de Venècia (Giornati degli Autori)
- Premi Label Europa Cinemas: De laatste Dagen van Emma Blank d'Alex van Warmerdam

Premi FEDIC - Menció especial: Di me cosa ne sai de Valerio Jalongo

### Altres premis col·laterals
Els següents premis col·laterals foren concedits a pel·lícules de la selecció oficial:
- Premi FIPRESCI (ex aequo):[28]
  - Millor pel·lícula (En competició): Lourdes de Jessica Hausner
  - Millor pel·lícula (Horitzons): Choi voi de Bui Thac Chuyen
- Premi SIGNIS: Lourdes de Jessica Hausner

Menció especial: Lebanon de Samuel Maoz
- Premi Francesco Pasinetti (SNGCI): 
  - Millor director: Giuseppe Tornatore per Baarìa
  - Millor pel·lícula: Lo spazio bianco de Francesca Comencini
  - Millor actor: Filippo Timi per La doppia ora
  - Millor actriu: Margherita Buy per Lo spazio bianco
  - Premi especial: Riccardo Scamarcio per Il grande sogno
  - Premi especial: Armando Testa – Povero ma moderno de Pappi Corsicato (Horizons)
- Premi Leoncino d'oro Agiscuola: Capitalism: A Love Story de Michael Moore
- Premi La Navicella – Venezia Cinema: Lourdes de Jessica Hausner
- Premi C.I.C.T. UNESCO Enrico Fulchignoni: Al-Musafir d'Ahmad Maher
- Premi UNICEF: Zanan-e bedun-e mardan de Shirin Neshat[29]
- Premi Especial Fundació Christopher D. Smithers: Bad Lieutenant: Port of Call New Orleans de Werner Herzog
- Premi Biografilm:
  - Millor pel·lícula de ficció: Mr. Nobody de Jaco Van Dormael
  - Millor documental: Negli occhi de Francesco Del Grosso & Daniele Anzellotti (Cortocampo Italiano)
- Premi Lleó Queer per la millor pel·lícula sobre temes LGBT i cultura queer: A Single Man de Tom Ford
- Premi Brian de la UAAR: Lourdes de Jessica Hausner
- Premi Lanterna Magica (Cgs): Cosmonauta de Susanna Nicchiarelli (Cortocampo Italiano)
- Premi FEDIC: Lo spazio bianco de Francesca Comencini
- Premis Arca Cinemagiovani:
  - Millor pel·lícula Venezia 66: Soul Kitchen de Fatih Akin
  - Millor pel·lícula italiana: La doppia ora de Giuseppe Capotondi
- Premi Lina Mangiacapre: Ehky ya Schahrazad de Yousry Nasrallah (fora de competició)
- Premi Air per Film Fest: Lo spazio bianco de Francesca Comencini
- Premi Award 2009: Capitalism: A love story de Michael Moore
- Premi Gianni Astrei: Lo spazio bianco de Francesca Comencini